# 大島琢
大島 琢（おおしま たく、1985年9月14日 - ）は、大阪府出身のサッカー指導者。

## 来歴
筑波大学大学院在学中の2011年の2月から3月にかけてサンパウロ大学へ短期留学。サンパウロFC、PAEC、オーレ・ブラジルFCの育成現場の視察を行った。
2012年、サガン鳥栖のテクニカルコーチに就任。
2014年、ガンバ大阪のテクニカルコーチに就任。

## 所属クラブ・学歴
- 大阪府立寝屋川高等学校
- 筑波大学
- 筑波大学大学院

## 指導歴
- 2008年 - 2010年 筑波大学蹴球部
- 2010年 - 2011年 ジョイフル本田つくばFC
- 2012年 - 2013年 サガン鳥栖 テクニカルコーチ
- 2014年 - 2018年 ガンバ大阪 テクニカルコーチ
- 2019年 - 2021年 FC東京 コーチ
- 2022年 - 名古屋グランパス コーチ[4]